# Maglič
Maglič (serbisch-kyrillisch Маглич) ist eine mittelalterliche Festungsanlage im Südwesten Serbiens. Sie liegt auf einem Berg über dem Tal des Flusses Ibar nahe Kraljevo und Vrnjačka Banja. Die Anlage, die wahrscheinlich im 13. Jahrhundert erbaut worden ist, war mit Wohnpalast und Georgskirche Residenzsitz des serbischen Erzbischofs Danilo II (1324–1337). An drei Seiten ist die Festung durch die Flussschleife, an der vierten durch einen künstlichen Graben geschützt und sicherte Raszien (die Raška) gegen die Ungarn im Norden. Gut erhalten sind die mächtigen Mauern mit sieben quadratischen Wehrtürmen und einem sechseckigen Donjon.